# Jaime Colomé
Jaime Colomé (La Habana, Cuba; 30 de junio de 1979) es un exfutbolista cubano. Jugaba en la posición de centrocampista. Es hermano del también futbolista Yoel Colomé.

## Carrera

### Club
| Periodo   | Club         |
| --------- | ------------ |
| 2000-2015 | FC La Habana |
| 2016-2017 | Parham FC    |

### Selección nacional
Jugó para Cuba en 82 ocasiones de 2002 a 2013 y anotó 12 goles; participó en cinco ediciones de la Copa de Oro de la Concacaf y en 13 partidos de clasificación para la Copa Mundial de Fútbol.

## Logros
- Primera División de Antigua y Barbuda (1): 2016/17